# Франкавилла-ди-Сичилия
Франкавилла-ди-Сичилия (итал. Francavilla di Sicilia) — коммуна в Италии, располагается в регионе Сицилия, подчиняется административному центру Мессина.
Населённый пункт находится на острове Сицилия в долине реки Алькантара, к северу от вулкана Этна.
Население составляет 4060 человек, плотность населения составляет 50 чел./км². Занимает площадь 82 км². Почтовый индекс — 98034. Телефонный код — 0942.
Покровителями коммуны почитаются святая Варвара и святой Евпл, празднование 4 декабря и в последнее воскресение августа.